# Rafael Cansinos Assens
Rafael Cansinos Assens (Sevilha, 1883 - Madrid, 1964) foi um romancista, poeta, ensaísta, crítico literário e tradutor espanhol. Pertencente ao chamado Novecentismo, foi, no entanto, um estimulador e financiador do Movimento Ultraísta, através das revistas Cervantes e Grécia.
Cansinos Assens era poliglota e teve grande reconhecimento por suas tradução para o espanhol de obras como As Mil e Uma Noites, de artes do Talmude e do Corão, assim como obras diversas de Dostoievski, Goethe, Balzac e Leonid Andréiev.